# Wormleysburg
Wormleysburg és una població dels Estats Units a l'estat de Pennsilvània. Segons el cens del 2000 tenia 2.607 habitants.

## Demografia
Segons el cens del 2000, Wormleysburg tenia 2.607 habitants, 1.295 habitatges, i 663 famílies. La densitat de població era de 1.082,3 habitants per km².
Dels 1.295 habitatges en un 19,4% hi vivien nens de menys de 18 anys, en un 40,2% hi vivien parelles casades, en un 8,7% dones solteres, i en un 48,8% no eren unitats familiars. En el 39,9% dels habitatges hi vivien persones soles el 10,4% de les quals corresponia a persones de 65 anys o més que vivien soles. El nombre mitjà de persones vivint en cada habitatge era de 2,01 i el nombre mitjà de persones que vivien en cada família era de 2,71.
Per edats la població es repartia de la següent manera: un 17,7% tenia menys de 18 anys, un 8,7% entre 18 i 24, un 32,6% entre 25 i 44, un 25,1% de 45 a 60 i un 16% 65 anys o més.
L'edat mediana era de 38 anys. Per cada 100 dones de 18 o més anys hi havia 95,1 homes.
La renda mediana per habitatge era de 40.536$ i la renda mediana per família de 49.342$. Els homes tenien una renda mediana de 36.250$ mentre que les dones 27.902$. La renda per capita de la població era de 28.504$. Entorn del 3,6% de les famílies i el 5,2% de la població estaven per davall del llindar de pobresa.

## Poblacions més properes
El següent diagrama mostra les poblacions més properes.